# Керрі Страг
Керрі Страг  (англ. Kerri Strug, 19 листопада 1977) — американська гімнастка, олімпійська чемпіонка.

## Виступи на Олімпіадах
| Олімпіада      | Дисципліна        | Місце             |
| -------------- | ----------------- | ----------------- |
| Барселона 1992 | абсолютний залік  | 14 (кваліфікація) |
| Барселона 1992 | командний залік   | 3                 |
| Барселона 1992 | вільні врави      | 15 (кваліфікація) |
| Барселона 1992 | опорний стрибок   | 9T (кваліфікація) |
| Барселона 1992 | різновисокі бруси | 25 (кваліфікація) |
| Барселона 1992 | колода            | 20 (кваліфікація) |
| Атланта 1996   | абсолютний залік  | 7 (кваліфікація)  |
| Атланта 1996   | командний залік   | 1                 |
| Атланта 1996   | вільні врави      | 1 (кваліфікація)  |
| Атланта 1996   | опорний стрибок   | 5 (кваліфікація)  |
| Атланта 1996   | різновисокі бруси | 14 (кваліфікація) |
| Атланта 1996   | колода            | 15 (кваліфікація) |